# Pia Christmas-Møller
Pia Christmas-Møller (ur. 21 stycznia 1961 w Kjellerup) – duńska polityk, posłanka do Folketingetu, w latach 1998–1999 przewodnicząca Konserwatywnej Partii Ludowej.

## Życiorys
Kształciła się w Kolding Gymnasium, zaś w 2002 uzyskała magisterium (Master of Public Policy) na Uniwersytecie w Roskilde. Pracowała jako nauczycielka, następnie we frakcji poselskiej Konserwatywnej Partii Ludowej, do której wstąpiła. Od 1983 była zatrudniona w instytucjach zajmujących się osobami bezrobotnymi. Współtworzyła i przewodniczyła duńskiemu oddziałowi organizacji Atlantic Association of Young Political Leaders.
W 1987 po raz pierwszy została wybrana na deputowaną do Folketingetu. Reelekcję uzyskiwała w wyborach w 1988, 1990, 1994, 1998, 2001, 2005 i 2007, kandydując w różnych okręgach wyborczych i wykonując mandat poselski do 2011. Reprezentowała duński parlament m.in. Zgromadzeniu Parlamentarnym Rady Europy. W latach 1998–1999 pełniła funkcję przewodniczącej konserwatystów, a od 2001 do 2007 była rzecznikiem tego ugrupowania. Wkrótce po wyborach w 2007 zrezygnowała z członkostwa w partii.